# Trustrup
Trustrup är en ort med 776 invånare i Norddjurs kommun, Danmark.
Byn korsas av primærrute 15 och Grenåbanen går genom orten. 
Det förekommer i flera fall när samarbeten med närliggande orten Lyngby. I närheten av byn till Diverhøj, en gravhög från bronsåldern.